# Джонс, Адам (регбист, 1980)
Адам Матиас Джонс (англ. Adam Mathias Jones, род. 12 января 1980, Суонси) — валлийский регбист, выступавший на позиции лока. Известен по играм за клубы «Харлекуинс», «Кардифф», «Скарлетс» и «Дрэгонс» (в составе последнего играл с 2007 по 2014 годы). Победитель розыгрыша Кельтской лиги сезона 2003/2004 (в составе «Скарлетс»).
В составе сборной Уэльса сыграл два матча в 2006 году в рамках Кубка шести наций (выходил на замену в матчах против Англии и Шотландии). Закончил карьеру в марте 2014 года.